# Зимин, Дмитрий Логгинович
Дмитрий Логгинович Зимин (1867—1937) — учитель, депутат Государственной думы II созыва от Симбирской губернии

## Биография
По происхождению крестьянин села Товалей Мамадышского уезда Казанской губернии. Выпускник Казанской учительской семинарии. Работал народным учителем в Казанской губернии. До 1907 года служил учителем и заведующим Лебедевского начального училища в Симбирске. Состоял в Партии социалистов-революционеров. Выступая во время думских выборов в помещении городской думы говорил: «Государственная дума должна представить счет с процентами Высокому лицу за все хищения Его и его дворни, и если счёт не будет им оплачен сполна, то народ должен ответить кровавой баней — беспримерной в истории».
6 февраля 1907 года избран в Государственную думу II созыва от общего состава выборщиков Симбирского губернского избирательного собрания. Вошёл в состав в группу Социалистов-революционеров в Думе. Был членом её постоянного комитета вместе с Г. А. Горбуновым, Н. С. Долгополовым, Ф. И. Ржехиным, В. М. Стрелковым. Состоял членом думской Комиссии по исполнению государственной росписи доходов и расходов. Участвовал в прениях по аграрному вопросу. Редактор и издатель политической и литературной газеты «Благо народа» в Санкт-Петербурге. Известен первый номер за 2 (15) марта 1907 года.
В 1917 году на 8-й конференции партии эсеров избран в состав её Центрального комитета.
1 января 1936 года осуждён тройкой при УНКВД по г. Владивостока
по обвинению в «контрреволюционной агитации» на лет 10 лет ИТЛ с последующим поражением в правах сроком на 5 лет.
В сентябре 1937 года арестован и привлечен по новому делу в Юргинском ОЛП Сиблага НКВД. Обвинён в том, что он «организатор и глава к/р поповской группы в лагере» занимался «к/р деятельностью» и «дискредитацией Соввласти и вождей партии и правительства, распространением провокационных к/р слухов, к/р агитацией».

«Бывший эсер Зимин Дмитрий Логинович, …служители религиозного культа Зеленин Константин Семенович [иеромонах Кирилл (Зеленин)] и Гурьев Максим Евгеньевич, сгруппировавшись, вели среди заключенных лагеря к/р агитацию. Проведенным расследованием установлено, что в Юргинском лагпункте среди заключенных организовалась контрреволюционная поповская группа, возглавляемая бывшим эсером Зиминым, в которую входили попы Зеленин К. С. и Гурьев М. Г. Поповская к/р группа среди заключенных проводила к/р работу. К/р группа дискредитировала Советскую власть, вождей партии и правительства, распространяла провокационные к/р слухи о войне и неизбежности падения Советской власти. К/р группа поддерживала Троцкого и сожалела о расстрелянных контрреволюционерах Зиновьеве и Каменеве. Они вели обработку заключенных в контрреволюционном духе. Вели к/р разговоры среди заключенных по вопросу Сталинской Конституции, к отдельным статьям Конституции делали комментарии к/р содержания».
Расстрелян 11 сентября 1937 года в Юргинском ОЛП Сиблага.

### Архивы
- Российский государственный исторический архив. Фонд 1278. Опись 1 (2-й созыв). Дело 160; Дело 556. Лист 7.